# Ayuntamiento de Buxton
El ayuntamiento de Buxton se inauguró en 1889 en Market Place en Buxton, Derbyshire, Inglaterra. Se encuentra en el Área de Conservación central de la ciudad con vistas a The Slopes. Es un edificio catalogado de grado II.

## Historia
Fue diseñado al estilo de un castillo francés (con un techo abuhardillado coronado con barandillas de hierro, ventanas venecianas y una torre de reloj con cúpula ) por el arquitecto de Mánchester William Pollard (quien también diseñó el 'nuevo edificio' de estilo gótico de Buxton College). en 1880). Después de que el Market Hall (diseñado por Henry Currey ) fuera destruido por un incendio en septiembre de 1885, el sitio fue seleccionado para el nuevo ayuntamiento. Los bomberos con el nuevo camión de bomberos de la localidad no pudieron controlar el incendio provocado por una lámpara de parafina en uno de los comercios del Mercado Municipal. En 1886 se convocó un concurso para el diseño del nuevo ayuntamiento. El diseño de William Pollard ganó el premio de 50 libras esterlinas y la empresa local de James Salt fue seleccionada para construirlo en una licitación de 8900 libras esterlinas (Salt también construyó el teatro Entertainment Stage, que ahora es el Pavilion Arts Centre). El presidente de la Junta Local de gobierno, Edward Milligan, colocó la primera piedra en junio de 1887 (el año del Jubileo de Oro de la Reina Victoria). El marqués de Hartington realizó la inauguración oficial el 26 de junio de 1889.
El reloj de la torre del reloj fue un regalo de los inquilinos del duque de Devonshire en 1889, en honor a Lord Frederick Cavendish, quien fue asesinado a puñaladas a los 45 años en los asesinatos de Phoenix Park en Dublín en mayo de 1882 (poco después de llegar para tomar asumir su nuevo cargo como Secretario Jefe para Irlanda). Hay un busto de Lord Cavendish (hijo del séptimo duque de Devonshire) en exhibición dentro del ayuntamiento.
El edificio actual se construyó con arena de molino de alta calidad de la cantera local de Nithen en Corbar Hill. Los arcos a ambos lados eran inicialmente arcadas abiertas, pero posteriormente se convirtieron en salas internas. El ayuntamiento albergaba la primera biblioteca pública gratuita de la localidad. Originalmente había un salón de baile en el primer piso, que ahora son oficinas.

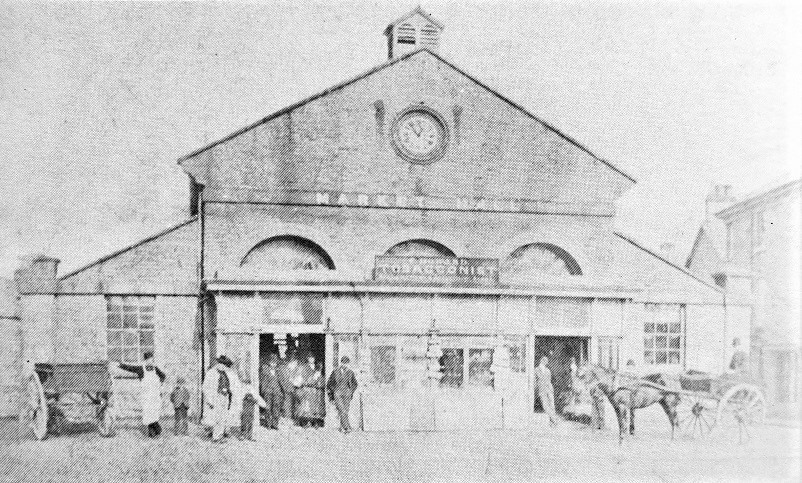
Mercado de Buxton 1857–1885

El edificio anterior (conocido como Central Hall) estaba ubicado en Eagle Parade en Market Place en Higher Buxton. Había sido un lugar de reunión para la gente de la ciudad, mientras que la Junta Local de Buxton se reunía en el Old Courthouse para administrar los asuntos de la ciudad. En 1894, la Junta Local se convirtió en el Consejo del Distrito Urbano de Buxton (UDC). En 1917, Buxton y Fairfield se combinaron en un solo distrito, con este edificio como sede.

Frente al ayuntamiento se encuentra la cruz del mercado del siglo XV. Durante el siglo XX, la cruz se movió del centro de la plaza del mercado para colocarla junto a la fuente de agua potable de 1840 (en la parte superior de Fountain Street) y luego a su posición actual. Antes de 1813 (cuando a la ciudad se le otorgó una carta de mercado) se encontraba en Cockerd Hill (ahora Palace Fields). La cruz del mercado es un monumento catalogado de grado II.

## Uso actual
El Ayuntamiento de High Peak, formado en 1974, actualmente tiene centros administrativos en el Ayuntamiento de Buxton y el Ayuntamiento de Glossop. Las reuniones del Consejo completo generalmente se llevan a cabo en Buxton o en el Ayuntamiento de Chapel-en-le-Frith.